# Boldu (Buzău)
Pour les articles homonymes, voir Boldù.
Boldu est une commune du județ de Buzău en Roumanie.